# Richard Hein
Richard Hein (ur. 24 czerwca 1958 roku w Monte Carlo) – monakijski kierowca wyścigowy.

## Kariera
Hein rozpoczął karierę w międzynarodowych wyścigach samochodowych w 2007 roku od startów w V de V Challenge Endurance Moderne - Proto. Z dorobkiem dziesięciu punktów został sklasyfikowany na sześćdziesiątej pozycji w klasyfikacji generalnej. W późniejszych latach Monakijczyk pojawiał się także w stawce 24-godzinnego wyścigu Le Mans, Le Mans Series, Asian Le Mans Series, Sportscar Winter Series - Proto, American Le Mans Series, Intercontinental Le Mans Cup oraz Porsche Supercup.